# Lliga suïssa de futbol
La lliga suïssa de futbol, actualment anomenada Super Lliga Suïssa, és la màxima competició futbolística del país. L'actual format i daten de la temporada 2003-04. A març de 2024, la Super Lliga Suïssa ocupa la 12a posició a Europa segons el rànquing de coeficients de lliga de la UEFA, que es basa en les actuacions dels equips suïssos a les competicions europees.
La competició ha rebut els següents noms al llarg de la història:
- 1897:	     Coupe Ruinart (no oficial)
- 1898-1929: Serie A
- 1930-1931: 1. Liga
- 1931-1933: Nationalliga
- 1933–1934: Challenge National
- 1934-1944: Nationalliga
- 1944-2003: Nationalliga A
- 2003-avui: Super League

Per raons de patrocini, els darrers anys s'ha anomenat:
- axpo Super League (2003–2012)
- Raiffeisen Super League (2012–2021)
- Credit Suisse Super League (2021–present)

## Historial

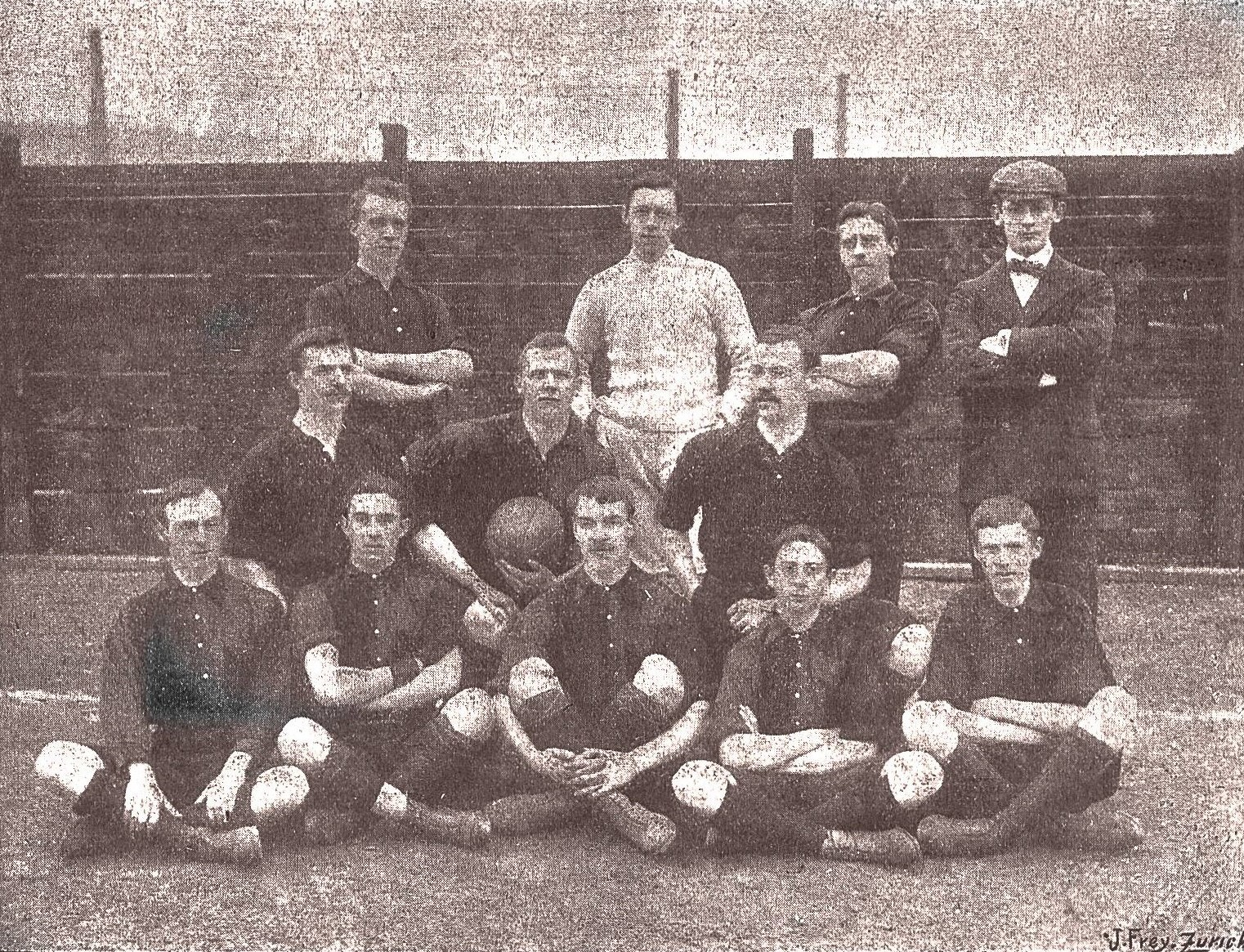
Anglo-American Club, vencedor del primer campionat oficial de la competició.

Font:
- 1897-98:  Grasshopper-Club Zürich (1)
- 1898-99:  Anglo-American Club Zürich (1)
- 1999-00:  Grasshopper-Club Zürich (2)
- 1900-01:  Grasshopper-Club Zürich (3)
- 1901-02:  FC Zürich (1)
- 1902-03:  Young Boys Bern (1)
- 1903-04:  FC Sankt Gallen (1)
- 1904-05:  Grasshopper-Club Zürich (4)
- 1905-06:  FC Winterthur (1)
- 1906-07:  Servette FC Ginebra (1)
- 1907-08:  FC Winterthur (2)
- 1908-09:  Young Boys Bern (2)
- 1909-10:  Young Boys Bern (3)
- 1910-11:  Young Boys Bern (4)
- 1911-12:  FC Aarau (1)
- 1912-13:  Montriond Lausanne (1)
- 1913-14:  FC Aarau (2)
- 1914-15:  Brühl St. Gallen (1)
- 1915-16:  FC Cantonal Neuchâtel (1)
- 1916-17:  FC Winterthur (3)
- 1917-18:  Servette FC Ginebra (2)
- 1918-19:  Etoile-Sporting La Chaux-de-Fonds (1)
- 1919-20:  Young Boys Bern (5)
- 1920-21:  Grasshopper-Club Zürich (5)
- 1921-22:  Servette FC Ginebra (3)
- 1922-23: no atorgat [a]
- 1923-24:  FC Zürich (2)
- 1924-25:  Servette FC Ginebra (4)
- 1925-26:  Servette FC Ginebra (5)
- 1926-27:  Grasshopper-Club Zürich (6)
- 1927-28:  Grasshopper-Club Zürich (7)
- 1928-29:  Young Boys Bern (6)
- 1929-30:  Servette FC Ginebra (6)
- 1930-31:  Grasshopper-Club Zürich (8)
- 1931-32:  Lausanne-Sports (2)
- 1932-33:  Servette FC Ginebra (7)
- 1933-34:  Servette FC Ginebra (8)
- 1934-35:  Lausanne-Sports (3)
- 1935-36:  Lausanne-Sports (4)
- 1936-37:  Grasshopper-Club Zürich (9)
- 1937-38:  FC Lugano (1)
- 1938-39:  Grasshopper-Club Zürich (10)
- 1939-40:  Servette FC Ginebra (9)
- 1940-41:  FC Lugano (2)
- 1941-42:  Grasshopper-Club Zürich (11)
- 1942-43:  Grasshopper-Club Zürich (12)
- 1943-44:  Lausanne-Sports (5)
- 1944-45:  Grasshopper-Club Zürich (13)
- 1945-46:  Servette FC Ginebra (10)
- 1946-47:  FC Biel-Bienne (1)
- 1947-48:  AC Bellinzona (1)
- 1948-49:  FC Lugano (3)
- 1949-50:  Servette FC Ginebra (11)
- 1950-51:  Lausanne-Sports (6)
- 1951-52:  Grasshopper-Club Zürich (14)
- 1952-53:  FC Basel (1)
- 1953-54:  FC La Chaux-de-Fonds (1)
- 1954-55:  FC La Chaux-de-Fonds (2)
- 1955-56:  Grasshopper-Club Zürich (15)
- 1956-57:  Young Boys Bern (7)
- 1957-58:  Young Boys Bern (8)
- 1958-59:  Young Boys Bern (9)
- 1959-60:  Young Boys Bern (10)
- 1960-61:  Servette FC Ginebra (12)
- 1961-62:  Servette FC Ginebra (13)
- 1962-63:  FC Zürich (3)
- 1963-64:  FC La Chaux-de-Fonds (3)
- 1964-65:  Lausanne-Sports (7)
- 1965-66:  FC Zürich (4)
- 1966-67:  FC Basel (2)
- 1967-68:  FC Zürich (5)
- 1968-69:  FC Basel (3)
- 1969-70:  FC Basel (4)
- 1970-71:  Grasshopper-Club Zürich (16)
- 1971-72:  FC Basel (5)
- 1972-73:  FC Basel (6)
- 1973-74:  FC Zürich (6)
- 1974-75:  FC Zürich (7)
- 1975-76:  FC Zürich (8)
- 1976-77:  FC Basel (7)
- 1977-78:  Grasshopper-Club Zürich (17)
- 1978-79:  Servette FC Ginebra (14)
- 1979-80:  FC Basel (8)
- 1980-81:  FC Zürich (9)
- 1981-82:  Grasshopper-Club Zürich (18)
- 1982-83:  Grasshopper-Club Zürich (19)
- 1983-84:  Grasshopper-Club Zürich (20)
- 1984-85:  Servette FC Ginebra (15)
- 1985-86:  Young Boys Bern (11)
- 1986-87:  Neuchâtel Xamax (2)
- 1987-88:  Neuchâtel Xamax (3)
- 1988-89:  FC Luzern (1)
- 1989-90:  Grasshopper-Club Zürich (21)
- 1990-91:  Grasshopper-Club Zürich (22)
- 1991-92:  FC Sion (1)
- 1992-93:  FC Aarau (3)
- 1993-94:  Servette FC Ginebra (16)
- 1994-95:  Grasshopper-Club Zürich (23)
- 1995-96:  Grasshopper-Club Zürich (24)
- 1996-97:  FC Sion (2)
- 1997-98:  Grasshopper-Club Zürich (25)
- 1998-99:  Servette FC Ginebra (17)
- 1999-00:  FC St. Gallen (2)
- 2000-01:  Grasshopper-Club Zürich (26)
- 2001-02:  FC Basel (9)
- 2002-03:  Grasshopper-Club Zürich (27)
- 2003-04:  FC Basel (10)
- 2004-05:  FC Basel (11)
- 2005-06:  FC Zürich (10)
- 2006-07:  FC Zürich (11)
- 2007-08  FC Basel (12)
- 2008-09:  FC Zürich (12)
- 2009-10:  FC Basel (13)
- 2010-11:  FC Basel (14)
- 2011-12:  FC Basel (15)
- 2012-13:  FC Basel (16)
- 2013-14:  FC Basel (17)
- 2014-15:  FC Basel (18)
- 2015-16:  FC Basel (19)
- 2016-17:  FC Basel (20)
- 2017-18:  Young Boys Bern (12)
- 2018-19:  Young Boys Bern (13)
- 2019-20:  Young Boys Bern (14)
- 2020-21:  Young Boys Bern (15)
- 2021-22:  FC Zürich (13)
- 2022-23:  Young Boys Bern (16)
- 2023-24:  Young Boys Bern (17)
- 2024-25:  FC Basel (21)

1. ↑  FC Bern s'havia proclamat campió, però posteriorment perdé el títol per alineació indeguda durant la fase de classificació.